# 金大益
金 大益（キム・デイク Kim Dae Ik）は韓国の柔道選手。階級は65kg級。

## 人物
1994年の世界学生65kg級で3位に入った。1995年の世界選手権では準々決勝で中村行成に小外刈で敗れるも、その後敗者復活戦を勝ち上がって銅メダルを獲得した。続くアジア選手権では優勝を飾った。翌年のフランス国際でも決勝で中村に判定で敗れて2位だった。アトランタオリンピックには李成勲との国内代表争いに敗れて出場できなかった。

## 主な戦績
- 1994年 - 世界学生　3位
- 1995年 - オーストリア国際　優勝
- 1995年 - ドイツ国際　優勝
- 1995年 - 世界選手権　3位
- 1995年 - アジア選手権　優勝
- 1996年 - フランス国際　2位
- 1996年 - オーストリア国際　優勝
- 1997年 - 世界軍人選手権大会　優勝